# Erycina
Erycina (возможное русское название: Эрицина) — род многолетних эпифитных травянистых растений семейства Орхидные. Состав рода пересмотрен в 2001 году. В соответствии с его новым определением, включает семь миниатюрных видов, вегетативно сходных с родом Ornithocephalus.
Аббревиатура родового названия в промышленном и любительском цветоводстве: Ercn.
Род не имеет устоявшегося русского названия, в русскоязычных источниках используется научное название Erycina или его синоним Psygmorchis.

## Синонимы
По данным Королевских ботанических садов в Кью. 
- Psygmorchis Dodson & Dressler, 1972
- Stacyella Szlach., 2006

## Этимология
Из греч. мифологии: Эрикина (лат. Эрицина) - имя богини любви горы Эрикс в Сицилии. Эта богиня по описанию во многом совпадала с греческой Афродитой. Растение получило своё название за красоту цветка

## Распространение
Распространены начиная от южной части Мексики до южной части Бразилии, в основном в областях характеризуемых жарким и влажным климатом.

## Экологические особенности
Эпифиты во влажных лесах.

## Виды
По данным Королевских ботанических садов в Кью. 
- Erycina crista-galli (Rchb.f.) N.H.Williams & M.W.Chase, 2001
- Erycina echinata (Kunth) Lindl., 1853typus
- Erycina glossomystax (Rchb.f.) N.H.Williams & M.W.Chase, 2001
- Erycina hyalinobulbon (Lex.) N.H.Williams & M.W.Chase, 2001
- Erycina pumilio (Rchb.f.) N.H.Williams & M.W.Chase, 2001
- Erycina pusilla (L.) N.H.Williams & M.W.Chase, 2001
- Erycina zamorensis (Dodson) N.H.Williams & M.W.Chase, 2001

## Охрана исчезающих видов

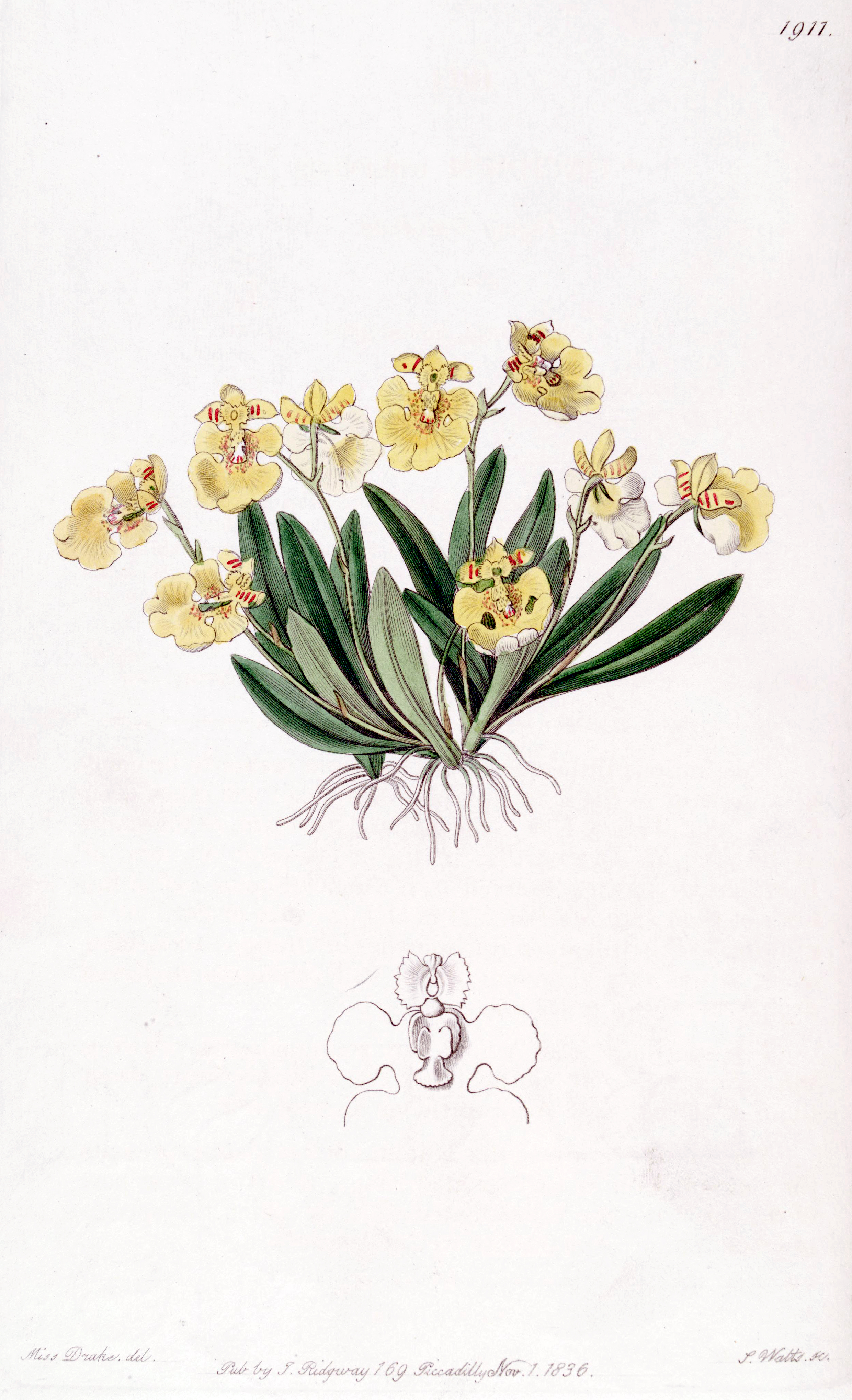
Erycina crista-galli (синоним Oncidium iridifolium)
Ботаническая иллюстрация из книги Edwards's Botanical Register, volume 22 plate 1911. 1836 г.

Все виды рода Erycina входят в Приложение II Конвенции CITES. Цель Конвенции состоит в том, чтобы гарантировать, что международная торговля дикими животными и растениями не создаёт угрозы их выживанию.

## В культуре
В культуре широко распространен один вид — Erycina pusilla

Посадка на блок, в корзинку для эпифитов, пластиковый или керамический горшок. Субстрат — смесь сосновой коры мелкой или средней фракции (кусочки от 0,4 до 1,0 см), иногда с добавлением сфагнума. 

Относительная влажность воздуха 60-90 %.